# Sistema Brasileiro de Coleta de Dados Ambientais
O Sistema Brasileiro de Coleta de Dados Ambientais (SBCDA) é um conjunto formado de plataformas de coleta de dados (PCDs), satélites retransmissores, e estações terrestres receptoras utilizados para monitoramento ambiental no Brasil. Os dados são medidos através de sensores ambientais acoplados às PCDs, como instrumentos meteorológicos, hidrológicos, ou oceanográficos. As PCDs, espalhadas pelo país, transmitem os dados ambientais aos satélites, que contêm um transponder responsável pela retransmissão até uma estação receptora.

## Segmento espacial
A operação desse sistema teve início em 1993, com o lançamento do satélite SCD-1. Sua vida útil estimada era de um ano, mas foi amplamente superada, atingindo quinze anos de operação. Com o lançamento do SCD-2 em 1998, o SBCDA recebeu um reforço no seu segmento espacial, garantindo maior confiabilidade e sinalizando à comunidade usuária a continuidade do sistema.
A primeira geração dos Satélites Sino-Brasileiros de Recursos Terrestres (CBERS 1, 2 e 2B), cuja missão principal é a tomada de imagens orbitais para sensoriamento remoto, também carregava repetidores para coleta de dados provenientes de sensores in situ.

## Segmento terrestre
As estações receptoras do INPE ficam em Cuiabá e Alcântara.
A primeira rede de grande abrangência territorial de PCDs no território brasileiro foi criada no escopo da Missão Espacial Completa Brasileira..  
A rede inicial de estações transmissoras, na época do lançamento do SCD-1, contava com cerca de 60 PCDs. Já em 2008, estavam instaladas mais de 800 PCDs, demonstrando o crescente interesse da comunidade usuária, a operacionalidade do sistema, e a qualidade dos serviços prestados. Isso causou um aumento do comprometimento e responsabilidade do INPE na manutenção do sistema em estado operacional e na melhoria constante de desempenho do sistema para satisfação das necessidades dos usuários.

## Aplicações
As PCDs dispõem de sensores eletrônicos capazes de medir diversas variáveis ambientais, tais como precipitação, pressão atmosférica, radiação solar, temperatura, umidade do ar, ponto de orvalho, direção e velocidade do vento, detecção da variação dos níveis de corpos de água, entre outros parâmetros. 
Tais dispositivos são muito utilizados por órgãos de monitoramento ambiental e climático, além  de instituições responsáveis pela prevenção da ocorrência de desastres naturais. Normalmente estes aparelhos são instalados de modo a cobrir grandes extensões geográficas do território monitorado.
Os dados das PCDs ativas pode ser acessadas em tempo real pelo Sistema Integrado de Dados Ambientais (SINDRA) do INPE.